# معركة الزبداني (2015)
بدأت معركة الزبداني (2015) في بداية شهر يوليو خلال الحرب الأهلية السورية بعد هجوم عسكري كبير شنه الجيش السوري وحزب الله لاستعادة مدينة الزبداني التي يسيطر عليها أبناء المدينة المعارضين.

## الخلفية
بعد معركة القلمون ومقتل العديد من قوات حزب الله اللبناني الحليف للنظام السوري وخاصة بعد سيطرة جيش الفتح المعارض على مدينة إدلب وأريحا وجسر الشغور حتى أصبح على مشارف جورين التي تضم معسكراً كبيراً للدفاع عن الساحل السوري ذو الأغلبية العلوية المؤيدة لنظام الأسد قام الجيش السوري في محاولة منه لرفع معنويات أنصاره بقصف مدينة الزبداني وإطلاق حملة كبيرة للسيطرة عليها حيث قام برمي أكثر من 1,300 برميل متفجر وآلاف الصواريخ على المدينة خلال شهرين في ماعرفت بأنها أكبر من معركة القصير كماً ونوعاً وحجماً والفارق الكبير على ذلك، كذلك تم استعمال قنابل النابالم الحارقة المحرمة دولياً، ذكرت مصادر عسكرية لنظام الأسد أن الحملة كان من المفترض أن تنتهي خلال أيام ولكن مالبث أن ثبت أبناء المدينة في الدفاع عن الزبداني وكبدتهم خسائر بشرية كبيرة رغم قلتهم ومحاصرتهم حصار شديد، حيث وثق بعض الناشطين المعارضين مقتل 150 من حزب الله حيث كان الهجوم البري على الحزب والهجوم الجوي من النظام، وقالت قناة العربية بأن أكثر من 200 قتيل سقطوا في المعارك بمعركة الزبداني.
كما أن مدينة الزبداني ومضايا اشتهرتا بمعارضتهما الشديدة لحكومة الأسد واستعصت عليها المدينة والبلدة منذ 11 سبتمبر 2011.

## ردود وأفعال
قام جيش الفتح بإطباق حصار كامل حول الفوعة وكفريا ذو الأغلبية الشيعية في ريف إدلب والسيطرة على بعض النقاط حول البلدتين وضرب القريتين بمئات الصواريخ منها صواريخ غراد للضغط على حزب الله اللبناني وإجباره على التفاوض في ماعرف بالمحادثات بين حركة أحرار الشام والوفد الإيراني التي أسفرت عن هدنة مؤقتة تم خلالها رصد انتهاكات من قبل الجيش السوري ورد جيش الفتح على ذلك بقصف القريتين ثم استقرت الأمور نوعاً ما تحت إشراف الأمم المتحدة التي انسحبت من الهدنة بعد دخول روسيا في الحرب الأهلية السورية لدعم نظام الأسد .
مع إستمرار الحصار الخانق ومنع تام بإدخال المواد الغذائية والأدوية الطبية حيث أن مضايا شهدت حركة نزوح كبيرة في الأعوام السابقة وتضم حالياً أكثر من 48 ألف نسمة.
شن جيش الإسلام معركة الله غالب بعد شهر ونصف من بدأ معركة الزبداني وبعد تعرضه لإنتقادات شديدة بسبب سكوته عما يحصل في الزبداني فتمكن من السيطرة على طريق دمشق - حمص الدولي والوصول إلى مشارف ضاحية الأسد الموالي للنظام أسفرت المعارك عن مقتل أكثر من 600 عنصر من قوات الحكومة وحزب الله حسب كلام ناشطين معارضين تابعين لجيش الإسلام الذي عزز مواقعه فيها منعاً لتقدم آخر.
قامت المعارضة السورية المسلحة في داريا المحاصرة من قبل الحكومة السورية بضرب بعض الحواجز حول المدينة رغم تعرضها للقصف العنيف والبراميل المتفجرة.
أطلقت الجبهة الجنوبية المعارضة في القنيطرة معركة تحت مسمّى «نصرة الزبداني» للسيطرة على «مثلث الموت» في القنيطرة حيث قامت بالسيطرة على العديد من النقاط.